# Rivière aux Sables
Der Rivière aux Sables ist ein rechter Nebenfluss des Rivière Saguenay in der Verwaltungsregion Saguenay–Lac-Saint-Jean der kanadischen Provinz Québec.

## Flusslauf
Der Rivière aux Sables bildet einen der beiden Abflüsse des Stausees Lac Kénogami. Er fließt unterhalb der Staudämme Barrage Pibrac-Est und Barrage Pibrac-Ouest am Nordufer des Lac Kénogami über eine Strecke von 11 km nach Norden. Er durchfließt Jonquière, das nun zur Stadt Saguenay gehört, und mündet in den Rivière Saguenay.

## Wasserkraftanlagen
Am Flusslauf befinden sich drei Staudämme und zugehörige Wasserkraftwerke. In Abstromrichtung sind dies:
- Barrage De La Jonquière (⊙) mit 4,5 MW[2]
- Barrage Joseph-Perron (⊙) mit 4,5 MW, 1996 erneuert, 30.000 MWh im Jahr[3][4]
- Barrage Bésy (⊙) mit 18 MW, seit 2006, 120.000 MWh im Jahr[3]